# Élisabeth Dobrzensky de Dobrzenicz
Titre
Consort du prétendant au trône du Brésil
14 novembre 1921 – 29 janvier 1940
(18 ans, 2 mois et 15 jours)
Élisabeth Marie Adélaïde Dobrzensky de Dobrzenicz, née le 7 décembre 1875 au château de Chotěboř, dans la Bohême austro-hongroise, et morte le 11 juin 1951 à Sintra, au Portugal. Princesse d'Orléans-Bragance par son mariage, elle est, pour une partie des monarchistes brésiliens, de jure impératrice du Brésil.

## Famille
Élisabeth Dobrzensky de Dobrzenicz est la fille du comte Jean Wenceslas Dobrzensky de Dobrzenicz (1841-1919) et de son épouse la comtesse Élisabeth Kottulinsky de Kottulin (1850-1929). Elle a quatre frères, le comte Jean Joseph Dobrzensky de Dobrzenicz (1870-1947), le comte Ottokar Dobrzensky de Dobrzenicz (1871-1952), le comte Jaroslav Dobrzensky de Dobrzenicz (1872-1914) et le comte Charles Dobrzensky de Dobrzenicz (1877-1939, qui devient en 1905 par adoption comte Kottulinsky de Kottulin et Dobrzenicz). 
Le 14 novembre 1908, elle épouse, civilement à Boulogne-Billancourt, puis religieusement deux jours plus tard à l'église de Chesnay, près de Versailles, le prince brésilien Pierre d'Orléans-Bragance (1875-1940), prince du Grão-Pará, aîné des fils de la princesse héritière Isabelle du Brésil, prétendante au trône depuis 1891. Cette dernière désirait cependant que ses enfants se marient à des membres de familles de rang souverain. Bien qu'appartenant à la vieille noblesse de Bohême, Élisabeth ne faisait pas partie d'une dynastie régnante ou ayant régné, mais la constitution (titre 5, chapitre IV, article 120) de l'empire du Brésil n'a jamais obligé un prince brésilien à contracter un mariage avec un membre d'une famille souveraine ou régnante pour conserver ses droits de succession au trône ; seul le mariage de l'héritière du trône (c'est-à-dire seulement si celle-ci était une femme : « O Casamento da Princeza Herdeira presumptiva da Corôa será feito a aprazimento do Imperador ») dépendait du consentement du souverain. Néanmoins, sur l'insistance de sa mère, le prince Pierre renonce à ses droits de succession au trône du Brésil pour lui et ses descendants. La branche de Vassouras, qui descend de son frère cadet, le prince Luiz, devient alors « héritière » de l'ancienne monarchie brésilienne. Mais en 1940, Pierre-Gaston d'Orléans-Bragance, fils aîné du prince Pierre, revient sur la renonciation paternelle, jugée inadéquate et consentie sous la pression, et se pose en chef de la maison impériale du Brésil.
Le couple a cinq enfants :

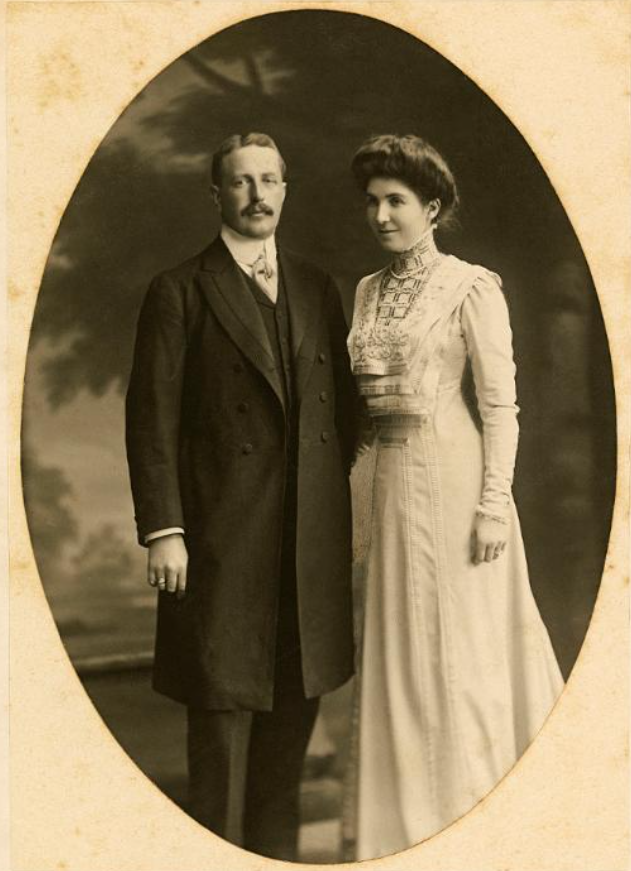
Elisabeth et son mari Pedro de Alcântara

- Isabelle Marie Amélie Louise Victoire Thérèse Jeanne (1911-2003), qui épouse en 1931 Henri d'Orléans (1908-1999), comte de Paris et prétendant orléaniste au trône de France. D'où onze enfants.
- Pierre d'Alcantara Gaston Jean Marie Philippe Laurent Hubert (1913-2007), prétendant au trône du Brésil, qui épouse en 1944 la princesse espagnole Espérance de Bourbon-Siciles (1914-2005). D'où six enfants.
- Marie Françoise Amélie Louise Victoire Thérèse Elisabeth (1914-1968), qui épouse, en 1942, Édouard Nuno de Bragance (1907-1976), duc de Bragance. D'où trois enfants.
- Jean Marie Philippe Gabriel (1916-2005), qui épouse, en 1949, Fatima Scherifa Chirine (1923-1990), dont il divorce en 1971. En 1990, il se remarie à Teresa Leite (1929-2020). D'où un enfant du premier mariage.
- Thérèse Marie Théodora Amélie Louise Victoire (1919-2011), qui épouse Ernest Martorell y Caldero (1921-1985). D'où deux filles.

## Titulature et décorations

### Titulature
- 7 décembre 1875 - 21 février 1906[5] : baronne[5] Élisabeth Dobrzensky de Dobrzenicz ;
- 21 février 1906[5] - 14 novembre 1908 : comtesse Élisabeth Dobrzensky de Dobrzenicz ;
- 14 novembre 1908 - 11 juin 1951 : Son Altesse Royale la princesse Pierre d'Orléans-Bragance.

### Décorations dynastiques
- Dame de l’ordre de la Croix étoilée (maison de Habsbourg-Lorraine)[6],[1]